# Kingui

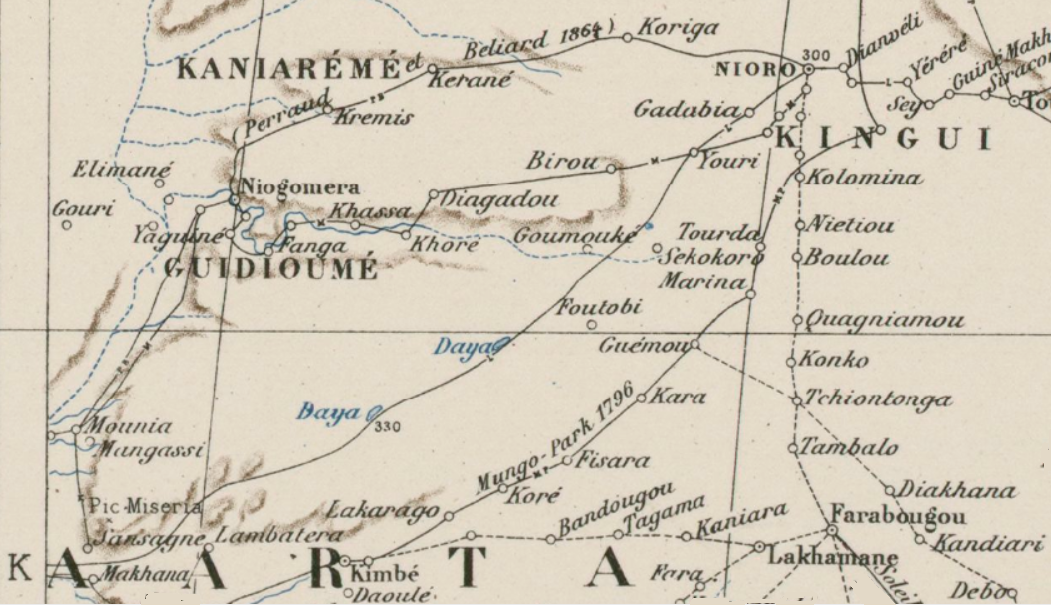
Mapa de Kingui

Kingui és una regió de Mali situada a l'entorn de Nioro. Anteriorment fou el nom d'un regne.
Segons la tradició oral mandenkà la fundació del regne de Kingui fou al segle VII. Aquest regne fou també conegut pel nom de la seva capital, Diarra. Els soninkes ocupaven la regió; el fundador de la ciutat de Diarra, Mana Maga Niakaté, va fer un sacrifici per la salut del seu germà petit, i després es va curar la ferida que s'havia infringit en un lloc que es va dir Diarra (en soninke "Curar") que va esdevenir la ciutat. El regne va existir com estat independent des de vers el 650 fins al 1100 i fou regit per la família Niakaté le Missirbe d'ètnia soninke.
Més tard Soumaoro Kanté, vingut de Mandé, va conquerir el país que va passar a ser part del regne de Sosso o Kaniaga. Al segle xiv els Niakate foren deposats i va pujar al poder el primer rei de la dinastia dels Diawara, Daman Guilé Diawara que va regnar de 1335 a 1385, sent l'ancestre de la dinastia i un dels companys de Sundiata Keita, fundador de l'Imperi de Mali. Els fills i nets de Daman Guilé van governar successivament el regne. Els Niakaté, dirigits per Sériba, es van refugiar més al sud on un soninke de nom Bamba Sanogo els va oferir asil. Bamba Sanogo fou el fundador de Bamako.
Amb els Diawara, el Kingui va passar a l'Imperi de Mali i després a l'Imperi Songhai. Ndama Diouma Diawara, encara regnava a Kingui (1831-1843) quan va passar per la regió el explorador escocès Mungo Park. En els anys següents els Diawara van haver de fer front als atacs dels marabuts tuculors del Futa Toro i després d'al-Hadjdj Umar.
Biranté Karounga Diawara, rei de Kingui, va intentar evitar la imposició de l'islam, però el seu fill va haver d'accedir i es va fer musulmà junt amb diversos clans, però amb la resistència de la població que no volia abandonar la religió tradicional. Finalment Biranté Karounga es va rebel·lar però no va tenir suport i va haver de fugir al país dels bambares massassis de Kaarta del clan Coulibaly.
Diawares i Coulibalys van lluitar ara junts contra Umar. Karounga després va acabar fugint amb els Camara Kakolo, a la vila de Bassaka; els camara refusaven també adherir-se a l'islam i van lluitar contra Umar. Finalment foren també vençuts i el 31 de maig de 1860 el rei Diawara fou fet presoner i executat. El regne de Kingi fou abolit i Umar va fer construir una fortalesa a Nioro (i dues més a Kuniakoro i Diala).
Més tard Ahmadu, fill d'Umar, va establir un regne feudatari a Kingui (amb seu a Nioro) que fou confiat a Moult Aga, amb supervisió sobre els altres reis tributaris de Kaarta. El desembre de 1890 els franceses van ocupar el país.